# 1984년 하계 올림픽 오스트레일리아 선수단
1984년 하계 올림픽 오스트레일리아 선수단은 미국 로스앤젤레스에서 개최된 1984년 하계 올림픽에 참가한 올림픽 오스트레일리아 선수단이다.

## 종목별 성적

### 근대5종
| 선수 | 세부 종목 | 승마 | 펜싱 | 사격 | 수영 | 크로스컨트리 | 합계 | 순위 |

## 양궁
| 선수 | 세부 종목 | 1라운드 | 2라운드 | 합계 | 순위 |

## 육상
트랙 경기
| 선수 | 세부 종목 | 예선 | 예선 | 준준결선 | 준준결선 | 준결선 | 준결선 | 결선 | 결선 |
| 선수 | 세부 종목 | 기록 | 순위 | 기록     | 순위     | 기록   | 순위   | 기록 | 순위 |

## 참고 자료
- (영어) “Australia at the 1984 Los Angeles Summer Games”. SR/Olympic Sports. 2008년 12월 29일에 원본 문서에서 보존된 문서. 2011년 10월 11일에 확인함.